# Liga de Fútbol de Anguila 2015-16
La Liga de fútbol de Anguila 2015-16  será la edición número 17 de la Liga de Fútbol de Anguila.

## Formato
En el torneo participarán cinco equipos los cuales jugarán dos veces entre sí mediante el sistema todos contra todos totalizando 8 partidos cada uno. Al término de las 8 jornadas el club con el mayor puntaje se proclamará campeón y junto al subcampeón, de cumplir con los requisitos establecidos, podrá participar en el Campeonato de Clubes de la CFU 2017.

## Equipos participantes
| Pos. | Equipo           |
| ---- | ---------------- |
| 1    | Kicks United FC  |
| 2    | Roaring Lions FC |
| 3    | Attackers FC     |
| 4    | Salsa Ballers FC |
| 5    | ALHCS Spartan FC |
| 6    | Diamond FC       |
| 7    | Dock's United FC |

## Tabla de posiciones
Actualizado el 12 de octubre de 2016.
| Pos. | Equipo           | PJ | PG | PE | PP | GF | GC | DG  | Pts. | Clasificado a                                 |
| ---- | ---------------- | -- | -- | -- | -- | -- | -- | --- | ---- | --------------------------------------------- |
| 1    | Salsa Ballers FC | 8  | 6  | 1  | 1  | 30 | 5  | +25 | 19   | Campeón y Campeonato de Clubes de la CFU 2017 |
| 2    | Diamond FC       | 8  | 5  | 1  | 2  | 21 | 7  | +14 | 16   | Campeonato de Clubes de la CFU 2017           |
| 3    | Attackers FC     | 8  | 4  | 1  | 3  | 20 | 15 | +5  | 13   |                                               |
| 4    | ALHCS Spartan FC | 8  | 3  | 1  | 4  | 17 | 17 | 0   | 10   |                                               |
| 5    | Doc's United FC  | 8  | 0  | 0  | 8  | 3  | 47 | −44 | 0    |                                               |
| 6    | Kicks United FC  | 0  | 0  | 0  | 0  | 0  | 0  | 0   | 0    | Retirado                                      |
| 7    | Roaring Lions FC | 0  | 0  | 0  | 0  | 0  | 0  | 0   | 0    | Retirado                                      |